# Hungerford Town FC
Hungerford Town Football Club is een voetbalclub uit Engeland, die in 1886 is opgericht en afkomstig uit Hungerford (Berkshire). De club speelt na een degradatie in 2023 in de Southern Football League Premier Division.

## Bekende (oud-)spelers
- Charlie Austin
- Kelvin Bossman

## Erelijst
- Basingstoke Senior Cup : 2012-2013, 2014-2015
- Benevolent Cup : 1960–61
- Berks & bucks Senior Cup : 1981-1982
- Challenge Cup 1977–78, 2006–07, 2007–08
- Hungerford Cup : 2003-2004
- Linaker Brokers Challenge Cup : 2006-2007, 2007-2008
- Newbury Challenge Cup : 1904-1905, 1908-1909
- Newbury League : 1912-1913, 1913-1914, 1919-1920, 1921-1922
- Supplementary Cup : 2004–05

- Hellenic Football League Premier Division champions : 2008–09
- Hellenic Football League Division One champions : 1970–71

Premier Central:
Alvechurch ·
Banbury United ·
Barwell ·
Bedford Town ·
Biggleswade Town ·
Bishop's Stortford ·
Bromsgrove Sporting ·
Coalville Town ·
Halesowen Town ·
Harborough Town ·
Kettering Town ·
Leiston ·
Lowestoft Town ·
Redditch United ·
Royston Town ·
Spalding United ·
St Ives Town ·
Stamford ·
Stourbridge ·
Stratford Town ·
Sudbury ·
Telford United

Premier South:
Basingstoke Town ·
Bracknell Town ·
Chertsey Town ·
Dorchester Town ·
Frome Town ·
Gloucester City ·
Gosport Borough ·
Hanwell Town ·
Havant & Waterlooville ·
Hungerford Town ·
Marlow ·
Merthyr Town ·
Plymouth Parkway ·
Poole Town ·
Sholing ·
Swindon Supermarine ·
Taunton Town ·
Tiverton Town ·
Totton ·
Walton & Hersham ·
Wimborne Town ·
Winchester City